# Богомол (альбом)
Богомол — третий альбом группы Ю-Питер, вышедший 17 июня 2008 года. Выпущен фирмой грамзаписи «Никитин». На песню «Скажи мне, птица» (музыка Вячеслава Бутусова, стихи Катерины Файн) был снят клип. Режиссёр Павел Владимирский.
Альбом записан Беньямином Киндером (Ben Kinder) и Паулем Грау (Paul Grau) на студии «Gismo 7» (Мотриль, Испания) в период с сентября 2006 по август 2007 года. В альбом вошли десять песен, составляющих единое целое послание.

Вячеслав Бутусов: «Мы хотели попробовать вариант записи за границей, пожить на студии, поработать без жесткого графика. Хотя некоторые песни в процессе записи подверглись сильной переработке, в целом результат мне понравился». Полученный материал объединили в альбом под названием «Богомол». В него вошли 10 песен, написанных Вячеславом Бутусовым и «доведенных до ума» совместными усилиями Георгия Каспаряна и Евгения Кулакова, записанных в Испании и сведенных в Германии и США.
«Богомол» — это альбом, явивший себя миру в трудную пору невзгод и испытаний, радостей и сокрушений, отчаяний и надежд, поисков и открытий, смен правительств, междоусобных войн, житейских распрей и духовных откровений. Это десять песен, составляющих единое целое, послание всем близким по духу в природе человеческой, это фрагмент истории нашего времени".

Песня «Из рая в рай» дала название сольному акустическому творческому вечеру Вячеслава Бутусова в Алма-Ате (2009), но в само выступление не вошла. Исполнение песен на вечере было совмещено общением с публикой. В 2010 году вышел DVD с записью вечера. 

## Список композиций
Автор песен — Вячеслав Бутусов (кроме отмеченной)
1. Израяврай - 3:25
2. Нога бойца - 3:30
3. Скажи мне, птица (Бутусов — Катерина Файн) - 3:38
4. Исполин - 3:58
5. Там - 3:19
6. Вселенская - 4:02
7. Вниз головой - 3:07
8. Богомол - 4:23
9. Холода - 3:09
10. Звезда - 3:28

## Музыканты
- Вячеслав Бутусов — вокал, бас-гитара, гитара.
- Юрий (Георгий) Каспарян — гитара, бас-гитара.
- Евгений Кулаков — барабаны, перкуссия.

Приглашённые музыканты:
- Беньямин Киндер — клавишные, бас-гитара (8, 9), бэк-вокал (8),
- Иннокентий Межеев — флейта (3)